# Lista de aeronaves militares da Alemanha
Esta lista de aeronaves militares da Alemanha inclui protótipos, pré-produção, e modelos operacionais.

## Antes de 1919
Ver Lista de aviões dos países dos Impérios Centrais na Primeira Guerra Mundial.

.

### Caças e interceptadores
- Albatros D.I
- Albatros D.II
- Albatros D.III
- Albatros D.V
- Albatros D.Va
- Daimler L.6
- Fokker D.I
- Fokker D.II
- Fokker D.III
- Fokker D.IV
- Fokker D.V
- Fokker D.VI
- Fokker D.VII
- Fokker D.VIIF
- Fokker D.VIII
- Fokker Dr.I
- Fokker E.I
- Fokker E.III
- Fokker E.IV
- Fokker E.V
- Halberstadt D.I
- Halberstadt D.II
- Halberstadt D.III
- Halberstadt D.V
- Junkers D.I
- Kondor D.VI
- Kondor E.III
- Naglo D.II
- Pfalz D.III
- Pfalz D.IIIa
- Pfalz D.VIII
- Pfalz D.XII
- Pfalz D.XV
- Pfalz Dr.I
- Pfalz E.I
- Pfalz E.II
- Roland D.I
- Roland D.II
- Roland D.III
- Roland D.VI
- Siemens-Schuckert D.I
- Siemens-Schuckert D.II
- Siemens-Schuckert D.III
- Siemens-Schuckert D.IV
- Zeppelin-Lindau D.I

### Bombardeiros e aviões de ataque ao solo
- AEG DJ.I
- AEG G.I
- AEG G.II
- AEG G.III
- AEG G.IV
- Gotha G.V
- Junkers CL.I
- Zeppelin-Staaken R.VI

### Patrulha e reconhecimento
- AEG C.II
- AGO C.I
- AGO C.II
- AGO C.IV
- Albatros B.I
- Albatros B.II
- Albatros C.I
- Albatros C.III
- Albatros C.V
- Albatros C.VII
- Albatros C.IX
- Albatros C.X
- Albatros C.XII
- Aviatik B.I
- Aviatik C.I
- Aviatik C.VI
- DFW B.I
- DFW C.V
- Etrich Taube
- Halberstadt CL.II
- Halberstadt CL.IV (Hannover C.IV ?!)
- Hannover CL.II
- Hannover CL.III
- Hannover CL.IV
- Hannover C.V
- Hansa-Brandenburg W.12
- Hansa-Brandenburg W.19
- Hansa-Brandenburg W.29
- Hansa-Brandenburg W.33
- Junkers J.I
- LVG B.I
- LVG C.II
- Rumpler C.I
- Rumpler C.IV
- Rumpler Taube

### Treinadores
- Euler D.I

### Experimental e pesquisa
- Fokker V 1
- Junkers J 1
- Junkers J 7

## 1919–1945

### Caças e interceptadores
- Arado Ar 64
- Arado Ar 65
- Arado Ar 67
- Arado Ar 68
- Arado Ar 76
- Arado Ar 80
- Arado Ar 197
- Arado Ar 240
- Arado Ar 440
- Blohm & Voss BV 40
- Blohm & Voss BV 155
- Bachem Ba 349 Natter
- Dornier Do 10
- Dornier Do 29
- Dornier Do 335 Pfeil
- Dornier Do 435
- Dornier Do 635
- Fieseler Fi 98
- Focke-Wulf Fw 57
- Focke-Wulf Ta 152
- Focke-Wulf Ta 154 Moskito
- Focke-Wulf Fw 159
- Focke-Wulf Ta 183
- Focke-Wulf Fw 187 Falke
- Focke-Wulf Fw 190 Würger
- Heinkel He 37
- Heinkel He 38
- Heinkel He 43
- Heinkel He 49
- Heinkel He 51
- Heinkel He 100
- Heinkel He 112
- Heinkel He 113
- Heinkel He 162 Volksjäger
- Heinkel He 219 Uhu
- Heinkel He 280
- Henschel Hs 121
- Henschel Hs 124
- Henschel Hs 125
- Horten Ho 229
- Junkers Ju 248
- Messerschmitt Bf 109
- Messerschmitt Bf 110
- Messerschmitt Me 163 Komet
- Messerschmitt Me 209
- Messerschmitt Me 209-II
- Messerschmitt Me 210
- Messerschmitt Me 262 Schwalbe
- Messerschmitt Me 263
- Messerschmitt Me 265
- Messerschmitt Me 309
- Messerschmitt Me 328
- Messerschmitt Me 329
- Messerschmitt Me 410 Hornisse
- Messerschmitt Me 609

### Bombardeiros e aviões de ataque ao solo
- Arado Ar 66
- Arado Ar 234 Blitz
- Blohm & Voss Ha 140
- Blohm & Voss BV 237
- Dornier Do 11
- Dornier Do 13
- Dornier Do 17 Fliegender Bleistift
- Dornier Do 18
- Dornier Do 19
- Dornier Do 22
- Dornier Do 23
- Dornier Do 215
- Dornier Do 217
- Dornier Do 317
- Fieseler Fi 167
- Focke-Wulf Fw 42
- Focke-Wulf Fw 189 Eule
- Focke-Wulf Fw 191
- Focke-Wulf Fw 200
- Focke-Wulf Ta 400
- Heinkel He 45
- Heinkel He 50
- Heinkel He 111
- Heinkel He 177 Greif
- Heinkel He 274
- Heinkel He 277
- Heinkel He 343
- Henschel Hs 123
- Henschel Hs 127
- Henschel Hs 129
- Henschel Hs 130
- Henschel Hs 132
- Hütter Hü 136
- Junkers Ju 86
- Junkers Ju 87
- Junkers Ju 88
- Junkers Ju 89
- Junkers Ju 90
- Junkers Ju 187
- Junkers Ju 188 Rächer
- Junkers Ju 287
- Junkers Ju 288
- Junkers Ju 290
- Junkers Ju 388
- Junkers Ju 390
- Junkers Ju 488
- Junkers EF 132
- Messerschmitt Bf 162
- Messerschmitt Me 264

### Patrulha e reconhecimento
- Arado Ar 95
- Arado Ar 196
- Arado Ar 198
- Arado Ar 231
- Blohm & Voss BV 138 Fliegende Holzschuh
- Blohm & Voss BV 141
- Blohm & Voss BV 142
- Blohm & Voss BV 222
- Blohm & Voss BV 238
- DFS 228
- Dornier Fazer 16
- Dornier Fazer 18
- Fieseler Fi 156 Storch
- Focke-Wulf Fw 62
- Focke-Wulf Fw 200 Kondor
- Focke-Wulf Fw 300
- Gotha Go 147
- Heinkel He 46
- Heinkel He 59
- Heinkel He 60
- Heinkel He 114
- Heinkel He 116
- Henschel Hs 126
- Hütter Hü 211
- Ju-388 Störtebeker
- Messerschmitt Bf 163
- Messerschmitt Me 261
- Messerschmitt Me 321 Gigant
- Messerschmitt Me 323 Gigant
- Siebel Si 201

### Transporte e utilidade
- Arado Ar 232 Tausendfüssle
- Blohm & Voss Ha 139
- Blohm & Voss BV 144
- Blohm & Voss BV 222 Wiking
- DFS 230
- DFS 331
- Dornier Do 12, Libelle
- Dornier Do 14
- Dornier Do 26
- Dornier Do 214
- Gotha Go 146
- Gotha Go 242
- Gotha Go 244
- Gotha Go 345
- Gotha Ka 430
- Heinkel He 70
- Heinkel He 115
- Junkers Ju 52 Tante Ju
- Junkers Ju 252
- Junkers Ju 322
- Junkers Ju 352 Herkules
- Junkers W34
- Klemm Kl 31
- Klemm Kl 32
- Klemm Kl 36
- Messerschmitt Me 321 Gigant
- Messerschmitt Me 323
- Siebel Fh 104 Hallore
- Siebel Si 204

### Treinadores
- Albatros Al 101
- Albatros Al 102
- Albatros Al 103
- Arado Ar 69
- Arado Ar 96
- Arado Ar 199
- Arado Ar 396
- Bücker Bü 131 Jungmann
- Bücker Bü 133 Jungmeister
- Bücker Bü 180
- Bücker Bü 181 Bestmann
- Bücker Bü 182 Kornett
- Fieseler Fi gratuito em 5 (F-5)
- Focke-Wulf Fw 44 Stieglitz
- Focke-Wulf Fw 56 Stösser
- Focke-Wulf Fw 58 Weihe
- Heinkel He 72 Kadett
- Heinkel He 74
- Heinkel He 172
- Klemm Kl 35
- Messerschmitt Bf 108 Taifun
- Siebel Si 202

### Helicópteros
- Flettner Fl 184
- Flettner Fl 185
- Flettner Fl 265
- Flettner Fl 282 Kolibri
- Flettner Fl 339
- Focke Achgelis Fa 223
- Focke Achgelis Fa 266
- Focke Achgelis Fa 330
- Focke Achgelis Fa 336
- Focke-Wulf Fw 61
- Focke-Wulf Fw 186

### Experimental e pesquisa
- DFS 39
- DFS 40
- DFS 194
- DFS 228
- DFS 332
- DFS 346
- Göppingen Gö 9
- Heinkel He 176
- Heinkel He 178
- Heinkel Lerche, VTOL
- Lippisch P. 13a
- Messerschmitt Me P. 1101

## 1946–1991

### Caças e interceptadores

#### Alemanha Ocidental
- Hawker Sea Hawk
- Lockheed F-104F, G, TF-104G Starfighter
- McDonnell-Douglas F-4F, F, RF-4E Phantom II
- North American/Canadair CL-13 Sabre 5, 6, F-86K
- Republic F-84 Thunderstreak, RF-84F Thunderflash
- Mikoyan MiG-29

#### Alemanha Oriental
- Mikoyan-Gurevich MiG-15bis, UTI
- Mikoyan-Gurevich MiG-17F, PF
- Mikoyan-Gurevich MiG-19PF, PFM, PM, S, SF
- Mikoyan-Gurevich MiG-21, F, F-13, FL, M, MF, PF, PFM, PFS, RF, SMB, SMT, SPS, SPSK, UM, US, USM, UTI
- Mikoyan-Gurevich MiG-23BN, MF, ML, PFM, S, UB
- Mikoyan MiG-29, −29UBC
- Sukhoi Su-20
- Sukhoi Su-22, −22UM

### Bombardeiros e aviões de ataque ao solo

#### Alemanha Ocidental
- Panavia Tornado IDS
- Dornier Alpha Jet A
- Fiat G-91

#### Alemanha Oriental
- Ilyushin Il-28, −28U

### Patrulha e reconhecimento

#### Alemanha Ocidental
- Breguet Atlantic I
- English Electric Canberra B.2
- Fairey Gannet A.S.4, T.5
- Grob Egrett II
- Grumman OV-1 Mohawk
- Lockheed RF-104G Starfighter

### Transporte e utilidade

#### Alemanha Ocidental
- Airbus A310
- Boeing 707
- Canadair Challenger
- Convair C-131 Samaritan
- de Havilland Heron 2D
- Dornier Do DS-10
- Dornier Do 27A, B
- Dornier Do 28A-1, D "Skyservant"
- Dornier Do 228-201
- Dornier Do 29
- Dornier Do 32E
- Dornier Do 34
- Douglas A-26 Invader
- Douglas C-47 Dakota
- Douglas DC-6B
- Grumman HU-16 Albatross
- HFB-320 Hansa Jet
- Learjet 35A, 36A
- LET L-410
- Lockheed C-140 Jetstar
- Nord Noratlas
- North American OV-10B
- Percival Pembroke C54
- Pützer Elster B
- Transall C-160D
- VFW 614

#### Alemanha Oriental
- Antonov An-2, −2S, −2T, −2TD
- Antonov An-12
- Antonov An-14
- Antonov An-26
- Ilyushin Il-14
- Ilyushin Il-18
- Ilyushin Il-62
- LET Brigadyr
- Polikarpov Po-2
- Tupolev Tu-124
- Tupolev Tu-134
- Tupolev Tu-154M
- Yakovlev Yak-40

### Treinadores

#### Alemanha Ocidental
- Cessna T-37B
- Dassault Breguet Dornier Alpha Jet 1A
- Fiat G.91 R-3, R-4, T-1
- Fouga Magister, Potez-Heinkel CM-191
- Lockheed T-33A
- MBB Fan Ranger 2000
- North American T-6 Texan
- Northrop T-38A Talon
- Piaggio P.149D
- Pilatus PC-9
- Piper Super Cub
- RFB Fantrainer
- Siat Flamingo

#### Alemanha Oriental
- Aero Albatros
- Aero Delfin
- Aero Super Aero
- Yakovlev Yak-11
- Yakovlev Yak-18
- Zlin Z43

### Helicópteros

#### Alemanha Ocidental
- Aérospatiale Alouette II
- Aérospatiale Dauphin N4
- Aérospatiale Djinn
- Aérospatiale Puma
- Aérospatiale Super Puma
- Aérospatiale Cougar
- Bell 47G-2
- Bell UH-1D Iroquois/Bell 205/212
- Bölkow Bö 46
- Bristol Sycamore
- Hiller UH-12C
- MBB Bo 102
- MBB Bo 103
- MBB Bo 105A, BSH-1, C, M, VBH, P, PAH-1
- MBB Bo 106
- MBB Bo 115
- MBB/Kawasaki BK 117A-3M
- Merckle SM 67
- Saro Skeeters Mk,50, Mk.51
- Sikorsky CH-34A, C, G
- Westland Sea King HAS.41
- Sikorsky Skycrane
- Sikorsky CH-53 Sea Stallion
- Vertol H-21 Shawnee
- Wallis Venom
- Westland Lynx HAS 88

#### Alemanha Oriental
- Kamov Ka-29
- Mil Mi-1
- Mil Mi-2
- Mil Mi-4
- Mil Mi-8, TB, S, Mi-9, Mi-17
- Mil Mi-14BT, PL
- Mil Mi-24

### Experimental e pesquisa
- Dornier Do 31
- EWR VJ 101C
- VFW VAK 191B
- Hawker Kestrel
- RFB X-114
- MBB Lampyridae

### Outras aeronaves
- Gloster Meteor
- Hawker Sea Fury
- Panavia Tornado ECR

## 1991 em diante

### Caças e interceptadores
- Eurofighter Typhoon
- McDonnell-Douglas F-4F Phantom II
- MiG-29G (vendido para Polônia em 2004)

### Caças bombardeiros

#### Força Aérea
- Panavia Tornado IDS
- Panavia Tornado ECR

#### Marinha
- Panavia Tornado IDS (transferido para a Força aérea em 2005)

### Patrulha e reconhecimento

#### Luftwaffe
- Panavia Tornado

#### Marinha
- Breguet Atlantic
- P-3C Orion

### UAVs

#### Força Aérea
- EuroHawk
- Heron 1
- MQ-9 Reaper

#### Exército
- Bombardier/Dornier CL 289
- EMT Aladin
- EMT Luna
- EMT Mikado
- Rheinmetall KZO

### Transporte e utilidade

#### Força Aérea
- Airbus A310
- Airbus A319
- Airbus A321
- Airbus A340-300
- Airbus Military A400M
- Bombardier Global 5000
- Transall C-160
- Ilyushin Il-62
- Tupolev Tu-134
- Tupolev Tu-154M
- Let L-410 Turbolet

#### Marinha
- Dornier Do 228-201

### Treinadores
- Cessna T-37B Tweet
- Northrop T-38A Talon

### Helicópteros

#### Exército
- NHIndustries NH90
- Eurocopter Tiger
- Eurocopter EC-135
- Bell UH-1D
- Eurocopter (MBB) BO-105P/M

#### Marinha
- Westland Sea King
- Westland Lynx

#### Força Aérea
- Bell UH-1D
- Eurocopter Cougar AS532
- NHIndustries NH90 Sea Lion
- Sikorsky CH-53G/GS

### Experimental e pesquisa
- EADS Barracuda